# Csiperkék
Az azonos keresztnevet lásd itt: Csiperke (keresztnév).
A csiperkék (Agaricus) a gombák egy nemzetsége kb. 300 fajjal, amely közül igen sok ehető faj van (kivételek például a fertőtlenítő (karbol) szagúak). Közeli rokonságban van az őzlábgomba (Lepiota) nemzetséggel. Másik neve sampinyon, a kifejezés a franciából lett átvéve.
A leggyakoribb két idetartozó faj a mezei csiperke vagy kerti csiperke (Agaricus campestris) és az erdőszéli csiperke (Agaricus arvensis).
Kalapja fiatalon selymesen fehér, domború, de később ellaposodik, és enyhén megsárgul. Átmérője elérheti a 10–12 cm-t is. Lemezei rózsaszínűek, később barnára, feketére színeződik, spórái feketés barnák. Tönkjén gallért találunk, illata kellemes.
Az erdőszéli csiperke kalapja nagyobb, akár 20 cm-t is eléri, színe krémszínű.
Egész nyáron számíthatunk a megjelenésükre, esők utáni, meleg párás éjszakákat követően tömegesen jelennek meg. Réteken, szántókon, legelőkön, de füves kertekben is megtalálhatók.
Felhasználják nyersen salátákba, valamint levesnek, mártásnak; vajban párolva, fokhagymával ízesítve, vagy akár kalapját kivájva, húsos töltelékkel megtöltve és kisütve, továbbá rántva is kitűnő.
Figyelem! Könnyen összetéveszthető a fehér lemezű, mérgező galócákkal, például a gyilkos galócával. A sárguló csiperkék enyhén mérgezők. Onnan ismerhetők fel, hogy húsuk sérülésre, törésre, bevágásra megsárgul, és vegyszer (karbol, fenol) szaguk van.
A saját gyűjtésű vagy vásárolt gombát feltétlen vigyük el gombavizsgálatra, amit bármelyik piacon magánszemélyeknek ingyen elvégeznek!

## A fontosabb fajok listája
- Gumós csiperke (Agaricus abruptibulbus)
- (Agaricus aestivalis var. Veneris)
- (Agaricus aestivalis)
- (Agaricus aff. benesii)
- (Agaricus altipes)
- (Agaricus arcticus)
- Csoportos csiperke (Agaricus bohusii)
- (Agaricus cellaris)
- (Agaricus cf. pseudopratensis)
- Rézbarna csiperke (Agaricus cupreobrunneus)
- (Agaricus devoniensis)
- Apró csiperke (Agaricus dulcidulus)
- Repedezettkalapú csiperke (Agaricus fissuratus)
- (Agaricus freirei)
- (Agaricus hortensis)
- Büdös csiperke (Agaricus impudicus)
- (Agaricus koelerionensis)
- (Agaricus lacrymabunda)
- (Agaricus laskibarii)
- (Agaricus leucotrichus)
- (Agaricus lilaceps)
- (Agaricus luteomaculatus)
- Termetes csiperke (Agaricus macrocarpus)
- (Agaricus medio-fuscus)
- (Agaricus menieri)
- Tintaszagú csiperke (Agaricus moelleri)
- (Agaricus niveolutescens)
- (Agaricus nivescens)
- (Agaricus osecanus)
- (Agaricus pampeanus)
- (Agaricus perrarus)
- (Agaricus porphyrocephalus)
- (Agaricus praeclaresquamosus var. griseus)
- (Agaricus praeclaresquamosus var. meleagris)
- (Agaricus praeclaresquamosus var. terricolor)
- (Agaricus purpurellus)
- (Agaricus radicatus)
- (Agaricus rotalis)
- (Agaricus rufotegulis)
- (Agaricus silvaticus var. pallidus)
- (Agaricus stramineus)
- Komposztcsiperke (Agaricus subperonatus)
- Mandulagomba(Agaricus subrufescens)(= Agaricus blazei)
- (Agaricus subrutilescens)
- (Agaricus urinascens var. excellens)
- Nagyspórás csiperke (Agaricus urinascens)(=Agaricus macrosporus; Agaricus urinascens)
- (Agaricus variegans)
- (Agaricus xanthodermus var. griseus)
- (Agaricus xanthodermus var. lepiotoides)
- (Agaricus xanthodermus var. meleagris)
- (Agaricus arvensis var. exquisita)
- (Agaricus arvensis var. exquisita)
- (Agaricus arvensis var. macrolepis)
- (Agaricus bisporus var. albidus)
- (Agaricus geesterani syn. Allopsalliota geesterani)
- (Agaricus bisporus var. hortensis)
- Akáccsiperke (Agaricus bresadolianus)
- Apró csiperke (Agaricus semotus)
- Erdei csiperke (Agaricus silvaticus)
- Erdőszéli csiperke (Agaricus arvensis)
- Fenolszagú csiperke (Agaricus pilatianus)
- Gumós csiperke (Agaricus essettei)
- Gyökeres csiperke (Agaricus romagnesii)
- Halszagú csiperke (Agaricus maleolens)
- Hófehér csiperke (Agaricus excellens)
- Ízletes csiperke (Agaricus bitorquis)
- Karbolszagú csiperke (Agaricus xanthodermus)
- Karcsú csiperke (Agaricus silvicola)
- Kárminhúsú csiperke (Agaricus langei)
- Kétspórás csiperke (Agaricus bisporus)
- Kis csiperke (Agaricus comtulus)
- Komposztcsiperke (Agaricus vaporarius)
- Ligeti csiperke (Agaricus benesii)
- Lilásvörös csiperke (Agaricus porphyrizon)
- Lomberdei csiperke (Agaricus haemorrhoidarius)
- Mezei csiperke ~ kerti csiperke (Agaricus campestris)
- Nagyspórás csiperke (Agaricus macrosporus)
- Óriás csiperke (Agaricus augustus)
- Pelyhes csiperke (Agaricus subfloccosus)
- Sötétszálas csiperke (Agaricus fuscofibrillosus)
- Szekszárdi csiperke (Agaricus litoralis)
- Szélespikkelyű csiperke (Agaricus lanipes)
- Sziki csiperke (Agaricus bernardii)
- Tintaszagú csiperke (Agaricus moelleri, Syn: Agaricus meleagris; Agaricus praeclaresquamosus)